# 尤里斯·希茨
尤里斯·希茨（1983年4月26日—），拉脱维亚男子雪橇运动员。他曾代表拉脱维亚参加2006年、2010年、2014年、2018年和2022年冬季奥林匹克运动会雪橇比赛，获得一枚银牌和二枚铜牌。